# Hygrometer
Das Hygrometer (von altgriechisch ὑγρός hygrós ‚feucht‘, ‚nass‘ und μέτρον métron ‚Maß‘, ‚Maßstab‘) ist ein Messinstrument zur Bestimmung der relativen Luftfeuchtigkeit. Mit der Lufttemperatur kann man aus der Luftfeuchtigkeit den Wasserdampfgehalt der Luft bestimmen.

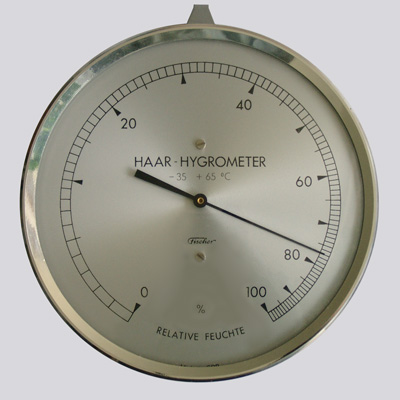
Haarhygrometer

## Messgeräte und Messverfahren
Hygrometer werden zur Messung der Luftfeuchtigkeit eingesetzt. Je nach Geräteausführung lassen sich dabei die verschiedenen Feuchtemaße bestimmen.

### Absorptionshygrometer

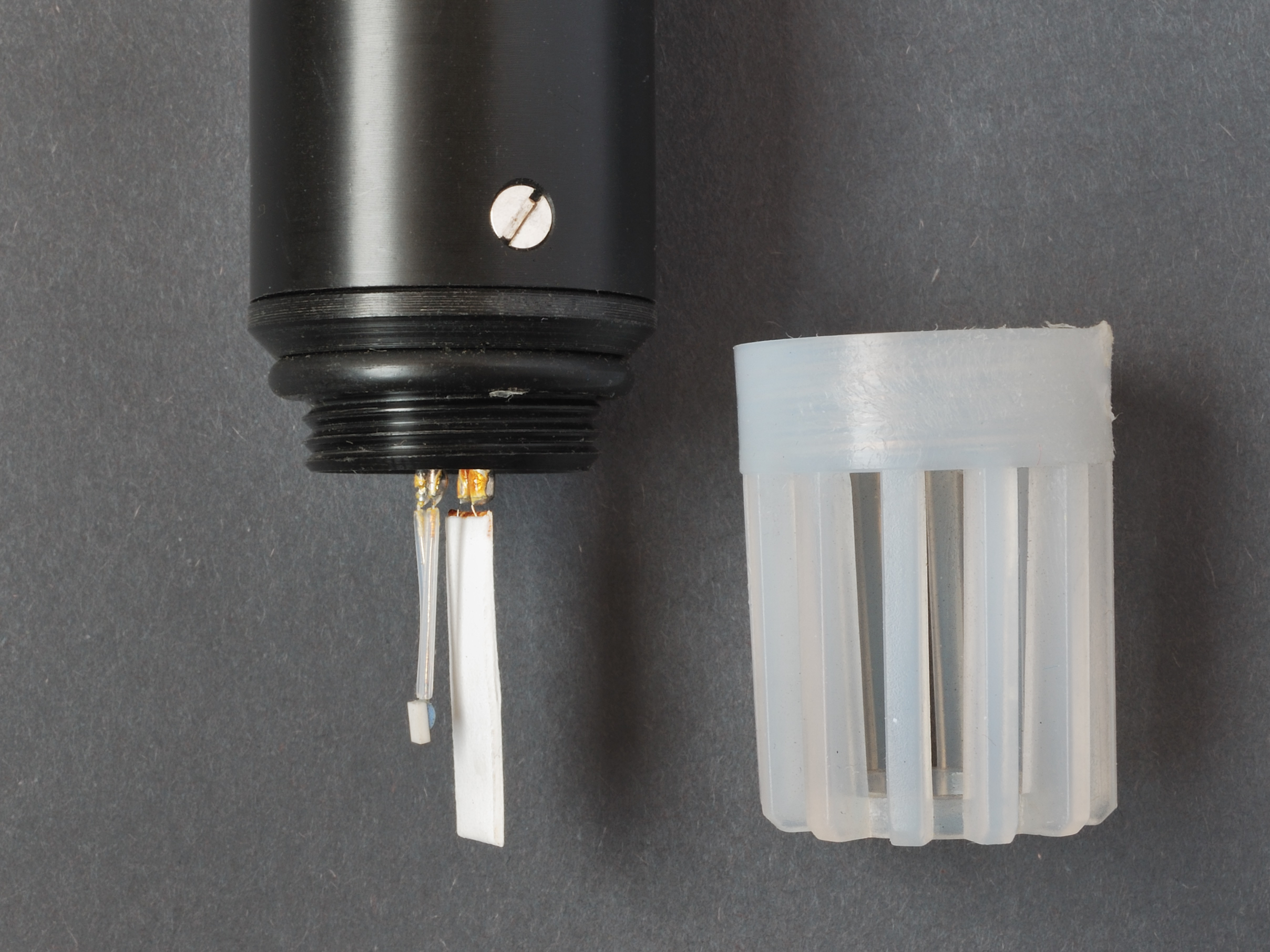
Detailansicht eines kapazitiven Feuchtesensors

Absorptionshygrometer enthalten ein hygroskopisches (wasseranziehendes) Material, dessen Eigenschaften sich durch die Feuchtigkeit ändern. Am bekanntesten ist das Haarhygrometer. Es enthält ein meist menschliches Haar, das sich bei zunehmender Feuchtigkeit ausdehnt. Der Längenunterschied zwischen völlig trockener Luft (0 % relative Luftfeuchte (rF)) und gesättigter Luft (100 % rF) beträgt dabei etwa 2,5 %. Früher kamen dabei verschiedene Naturhaare von Menschen, Schafen oder Pferden zur Anwendung, heute werden nur noch menschliche Haare und Kunstfasern (Synthetikfasern) eingesetzt. Die traditionellen Wetterhäuschen sind im Prinzip ebenso Haarhygrometer.
Bei preiswerten Hygrometern werden zum Teil auch mit Kunststoffen beschichtete, aufgerollte Metallstreifen verwendet, die ebenfalls mit einer Längenausdehnung reagieren (ähnlich Bimetallthermometern). Diese so genannten Spiralhygrometer sind jedoch meist nicht so präzise wie Haarhygrometer.
Eine andere Möglichkeit ist die Messung der Gewichtszunahme eines Materials bei der Einlagerung von Wasser.
Moderne elektronische Absorptionshygrometer dagegen basieren auf der Veränderung der elektrischen Eigenschaften eines Sensors:

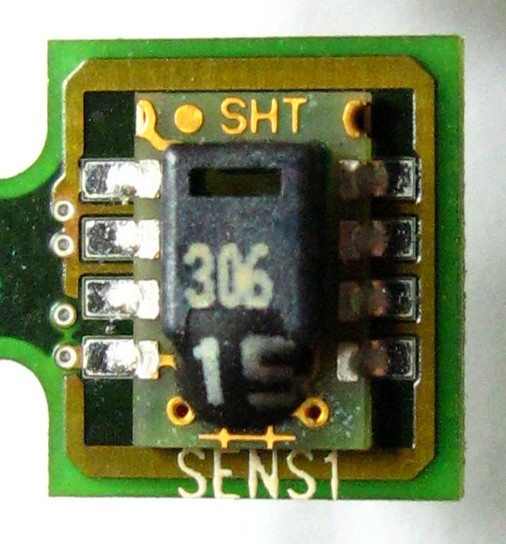
Elektronischer kapazitiver Feuchtesensor mit integriertem Analog-Digital-Umsetzer

- Kapazitive Sensoren: Dieser Sensortyp nutzt eine hygroskopische Schicht als Dielektrikum zwischen den beiden Elektroden eines Kondensators. Durch die Absorption von Feuchte im Dielektrikum ändern sich dessen Eigenschaften und in Folge die elektrische Kapazität des Sensors. Als Dielektrikum kommen unter anderem alle Nichtleiter (schwach- oder nichtleitende, nichtmetallische Substanzen) mit hygroskopischen Eigenschaften in Betracht (Kunststoff-Polymere, keramische Werkstoffe usw.). Der kapazitive Feuchtesensor wurde Anfang der 70er Jahre in erfunden und zum Patent angemeldet.[1]
- Impedanzsensoren (auch Resistive Hygrometer): Dieser Sensortyp nutzt eine hygroskopische Schicht zwischen zwei Gleichstrom-Elektroden, deren ohmscher Widerstand sich durch die Absorption von Feuchte ändert. Beispielsweise kommen hierfür Aluminiumoxid oder auch hygroskopische Kunststoff-Polymere zum Einsatz. Eine Besonderheit sind Impedanzsensoren, die den Wechselstromwiderstand  bestimmen. Solche Sensoren messen sowohl die Änderung des Ohmschen Widerstandes eines schwachleitenden hygroskopischen Materials als auch dessen kapazitive und induktive Eigenschaften.

### Psychrometer
Psychrometer bestehen aus zwei gleichartigen Thermometern, wobei das Quecksilbergefäß bzw. der Temperatursensor des einen mit einem kontinuierlich befeuchteten Mullstrumpf überzogen ist. Dem feuchten Thermometer wird durch Verdunstung Wärme entzogen, und es zeigt infolgedessen eine niedrigere Temperatur als das trockene Thermometer an. Die Temperaturdifferenz zwischen beiden Thermometern ist ein Maß für die relative Feuchte. Mithilfe der Sprung’schen Formel lassen sich damit alle relevanten Feuchte-Maße berechnen. Anhand grafischer Psychrometertafeln lässt sich die relative Luftfeuchtigkeit auch direkt ohne Rechnung vor Ort bestimmen.
In der Regel unterscheidet man zwischen mechanisch arbeitenden (Aspirationspsychrometer, Schleuderpsychrometer) und elektronischen Geräten. Die theoretische Grundlage für das Gerät liefert die Mischungstheorie nach Dr. Sonntag. Dabei wird davon ausgegangen, dass beide Thermometer kontinuierlich mit ca. 3 m/s belüftet werden. Wenige Psychrometer arbeiten auch heute noch nach der Diffusionstheorie, die voraussetzt, dass am Thermometergefäß keine Belüftung stattfindet.

### Taupunktspiegelhygrometer
Die Bestimmung des Taupunkts ist ein fundamentales, vergleichsweise leicht verständliches und präzises Messverfahren. Es wird heute als das präziseste Verfahren zur Definition der nationalen Feuchtestandards eingesetzt. Bei dem Taupunktspiegelhygrometer wird ein Spiegel so weit abgekühlt, bis sich die Luftfeuchtigkeit auf ihm niederschlägt. Mit einer Lichtquelle und einem Photosensor wird der Moment der Kondensation bestimmt. Der Taupunkt versteht sich immer als Wertepaar aus Taupunkt-Temperatur und zugehörigem Druck (Druck der zum Messzeitpunkt herrschte), daher lässt sich der Taupunkt ohne Weiteres einfach in absolute Feuchte umrechnen. Lediglich zur Umrechnung in relative Feuchtewerte benötigt man zusätzlich noch die Temperatur der Probe zum Zeitpunkt der Taupunktmessung.

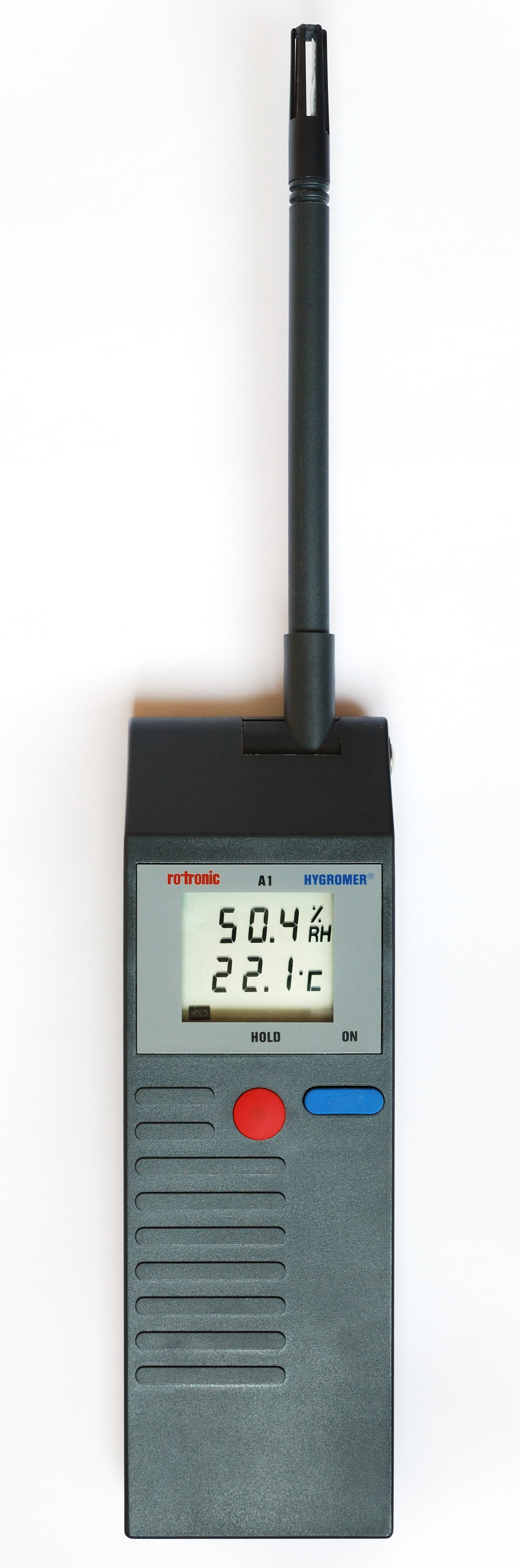
Handgerät zur Feuchtemessung mit einem kapazitiven Sensor

### Weitere Verfahren
- Bei chemischen Hygrometern ändern sich Eigenschaften eines Materials aufgrund der chemischen Reaktion mit Wasser, zum Beispiel in Form von Farbänderungen, die auf Teststreifen abgelesen werden können. Im Trocknungsmittel Silikagel wird/wurde Kobalt(II)-chlorid als Feuchtigkeitsindikator verwendet: Blau = getrocknet, hellrosa = feucht.

- Coulometrisches Hygrometer Als coulometrischen Feuchtesensor bezeichnet man einen Feuchtesensor, der den Wasserdampfgehalt der Luft (Luftfeuchtigkeit) in sehr geringer Konzentration (Spurenfeuchte) misst. Die Messung basiert auf der Eigenschaft von Diphosphorpentoxid, den in der Umgebung enthaltenen Wasserdampf zu absorbieren.

- Optische Hygrometer bestimmen die Luftfeuchte durch die Messung der Absorption von Licht mit einer bestimmten, für Wasserdampf charakteristischen Wellenlänge oder durch Messung der Änderung des Brechungsindex.

Daneben gibt es noch eine Reihe weiterer Möglichkeiten, die Luftfeuchtigkeit zu bestimmen, die aber vergleichsweise selten angewendet werden, beispielsweise das Resistive Verfahren (Bestimmung der Impedanz des Wechselstromwiderstandes eines hygroskopischen Elementes), das Lithiumchlorid-Taupunkthygrometer (Messverfahren, das auf der hygroskopischen Eigenschaft des Lithiumchlorids beruht) oder die Messung der Neutronenbremsung (Neutronen werden beim Auftreffen auf Wasserstoffkerne langsamer). Alle Verfahren haben ihre Vor- und Nachteile, das optimale Hygrometer für alle Anwendungen gibt es nicht.

### Bodenfeuchte
Zur Bestimmung der Bodenfeuchte kommen besondere Verfahren zum Einsatz. Eine besondere Problematik dieser Bestimmung resultiert aus dem Gehalt des Bodens an verschiedenen Salzen, welche die meisten Messverfahren beeinträchtigen können und häufig auch korrosiv auf Sensoren wirken.
- Ein kapazitiver Feuchtigkeitsmesser wird in den Boden gesteckt und misst berührungslos den Wassergehalt. Messprinzip ist der sehr große Unterschied der Dielektrizitätszahl εr von Erde und Wasser.

- Tensiometer beinhalten eine poröse keramische Zelle, welche luftdicht an ein mit Wasser gefülltes Rohr angeschlossen ist. Diese Zelle wird in den Boden eingebracht, wodurch das vom Boden aus der Zelle gesaugte Wasser im befüllten Rohr einen Unterdruck erzeugt. Dieser Unterdruck steht in direkter Relation zum Bodenwassergehalt.

- Time Domain Transmission Sensoren (TDT) arbeiten auf Basis elektrischer Felder. Beim TDT Prinzip wird ein elektrischer Impuls durch eine in den Sensor eingebettete Leitung ausgesendet. Das daraus entstehende elektrische Feld lässt Rückschlüsse auf die Feuchtigkeit des Bodens zu.

- Thermische Bestimmung, bei diesem Messverfahren wird ein hygroskopischer Körper (z. B. aus Ton) im Boden platziert. Nach einiger Zeit entspricht der Feuchtegehalt des Messkörpers dem des Bodens. Nun wird der Körper erhitzt, dabei wird die Zeitdauer gemessen, die gebraucht wird um den Körper per Glühdraht um beispielsweise um 5 °C zu erhitzen. Diese Zeitdauer steht in direkter Relation zum Feuchtegehalt des Messkörpers und somit zum Bodenwassergehalt. Alternativ zum Glühdraht kann auch mit Peltier-Elementen oder Mikrowellen gearbeitet werden.

### Justier- und Kalibrierverfahren
Das Kalibrieren und das Justieren sind ähnliche, aber nicht identische Vorgänge. Ziel des Justierens ist es eine Geräteeinstellung mit minimalem Anzeigefehler zu erhalten. Über Abweichungen der Messergebnisse (Soll- zu Ist-Wert) sagt eine Justage allerdings nichts aus, das ist Aufgabe der Kalibrierung. Ziel des Kalibrierens ist die Erstellung eines Protokolls (Kalibrierschein oder Kalibrierzertifikat), in diesem Protokoll wird die Anzeigeabweichung zu einem Normal höherer Ordnung (Soll- zu Ist-Wert) dokumentiert – am Gerät werden beim Kalibrieren keine Veränderungen (oder Justierungen) durchgeführt, siehe hierzu Kalibrieren im Vergleich zu Justieren
- Eine klassische Justierungsmöglichkeit eines Hygrometers ist die Kochsalz-Methode: Man stellt dazu eine kleine Schüssel feuchtes Kochsalz in ein luftdicht abgeschlossenes Gefäß und legt das Hygrometer neben die Schüssel mit dem Salz. Nach ca. acht Stunden stellt sich ein Luftfeuchte-Gleichgewicht von 75 % ein. Auf diesen Wert kann das Gerät dann justiert werden.

- Eine weitere Möglichkeit zur Justierung eines Hygrometers besteht darin, dass man in ein verschließbares, durchsichtiges Gefäß (z. B. eine Frischhaltedose mit Deckel) etwas Wasser gibt und das Hygrometer auf einer kleinen Erhöhung (damit es nicht nass wird) in das Gefäß stellt, letzteres verschließt und einige Stunden wartet, bis das Wasser an den Gefäßwänden kondensiert. Beschleunigen lässt sich dies, indem man das Gefäß in die Sonne stellt und danach (wichtig!) wieder für einige Zeit in den Schatten. Man wartet also, bis die Luft mit Wasserdampf gesättigt ist. Nun entnimmt man zügig das Hygrometer und stellt es auf 100 % ein. Um die Einstellung nochmal abschließend zu überprüfen, benutzt man statt Wasser nun reines wasserfreies Glycerin (evtl. auch andere hygroskopische Stoffe). Dieses gibt man samt Hygrometer (erhöht) in das gleiche, trockene Gefäß (ohne Wasser), verschließt es und wartet wieder ein paar Stunden. Das Hygrometer sollte dann 0 % anzeigen.

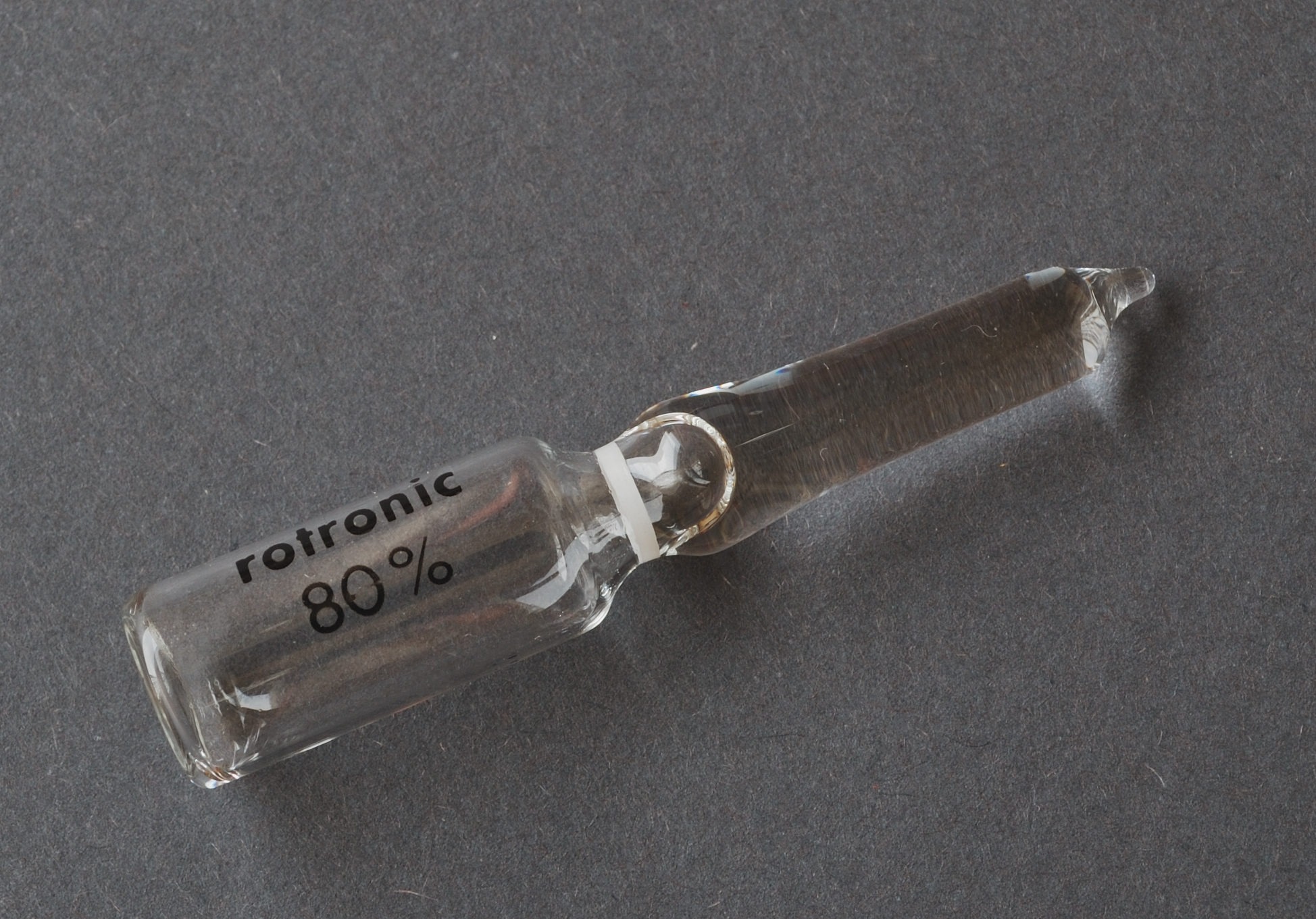
Ampulle mit einer Salzlösung zur Kalibrierung von Feuchtefühlern

- Die exakte Kalibrierung erfolgt über den Taupunkt, die genauesten Feuchtemessungen werden mit Taupunktspiegelhygrometern durchgeführt. Daher erfolgen präzise Kalibrierungen durch den Vergleich mit taupunktspiegelbasierten Messaufbauten der Nationalen Physikalisch-Technischen Anstalten wie z. B. Physikalisch-Technische Bundesanstalt, National Physical Laboratory bzw. deren Kalibrierlabors Deutscher Kalibrierdienst oder United Kingdom Accreditation Service.

- Die industriell eingesetzten Feuchtefühler werden mit Hilfe von Feuchtestandards (Feuchte-Eichnormalen) kalibriert. Das sind gesättigte Salzlösungen, die in einem kleinen luftdichten Behälter eine für das Salz spezifische Gleichgewichtsfeuchte erzeugen. Der Behälter wird mit luftdichten Durchführungen passend zu den jeweiligen Feuchtefühlern hergestellt. Verschiedene Salze ermöglichen die Herstellung von Referenz-Feuchten über den gesamten Bereich von 0 % rF bis 100 % rF. Diese Feuchtestandards werden auch mit Zertifikaten geliefert, die eine bestimmte Genauigkeit garantieren. Bei sorgfältiger Arbeit werden Genauigkeiten von ± 1%rF bis ± 2 % rF erreicht.
- Für die serienmäßige Kalibrierung einer großen Anzahl von Feuchtefühlern gibt es elektronische Feuchtegeneratoren[2]. Sie erzeugen in einer kleinen luftdichten Kammer die am Bedienfeld eingestellte Feuchte. Mit Hilfe von luftdichten Durchführungen werden die Feuchtefühler in die Kammer gesteckt und können dann auf den vorgegebenen Feuchtewert einjustiert werden.

#### Die Regeneration
Zu den üblichen Wartungs- und Justierarbeiten bei Haarhygrometern gehört die Regeneration. Da diese Hygrometer auf Naturfasern beruhen, die durch zu langes Austrocknen ihre Funktion verlieren können, wirkt man diesem Effekt durch eine gelegentliche Regeneration entgegen. Bereits inaktiv gewordene Instrumente können so wieder reaktiviert werden. Dazu wird das Gerät etwa eine Stunde lang in ein feuchtes Tuch gehüllt oder aber das Messelement, falls direkt zugänglich, mit destilliertem Wasser befeuchtet. Danach sollte das Gerät etwa 94–98 % relative Feuchte anzeigen. Falls dieser Wert nicht angezeigt wird, muss auf diesen Wert justiert werden. Hierzu besitzen Haarhygrometer eine Einstellschraube, die eine Justierung ermöglicht.

## Anwendungen

### Architektur und Bauwesen

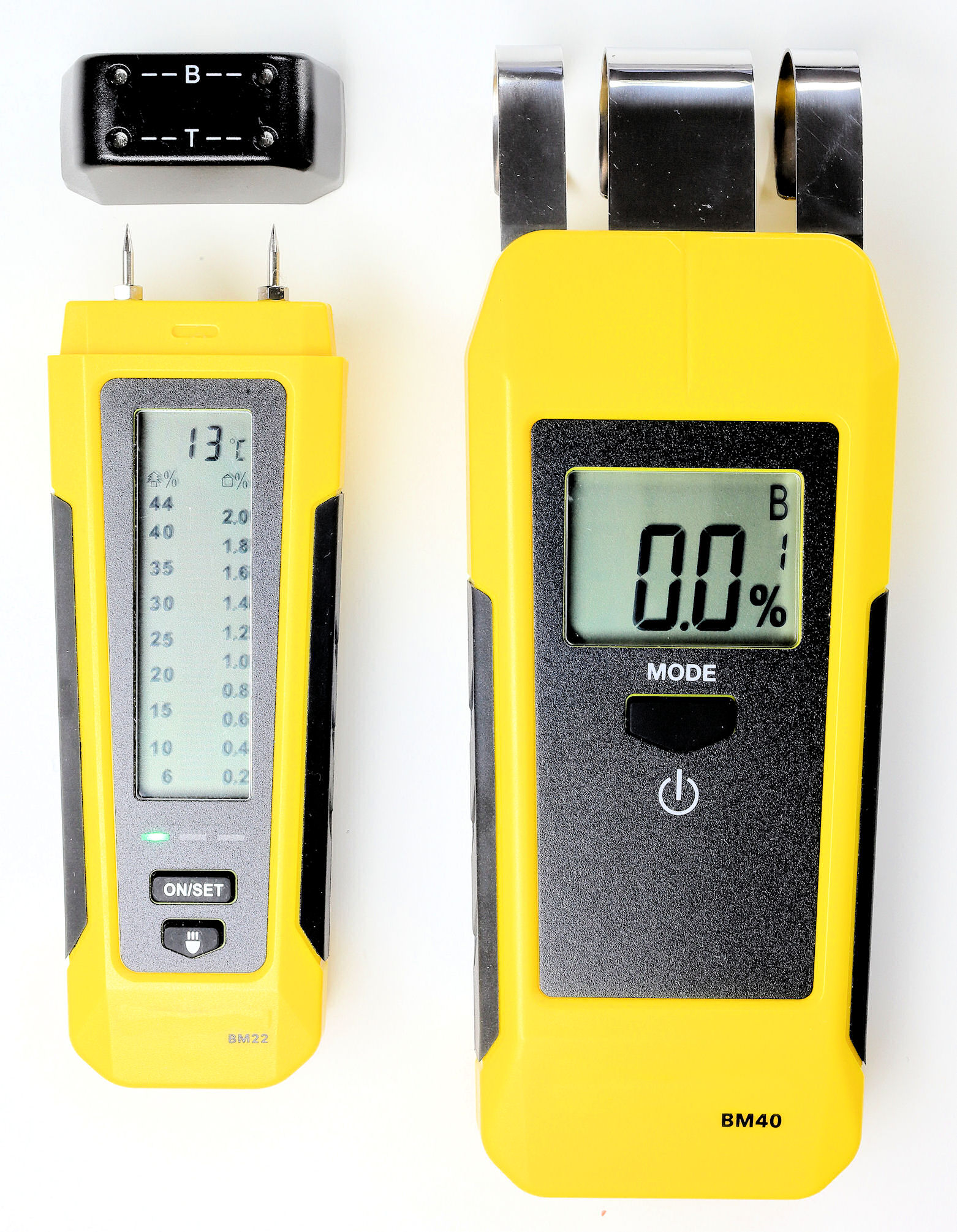
Handelsübliche Geräte zur Messung des Widerstandes (links) und der Kapazität (rechts)

Im Bau-Bereich werden zur Feuchtebestimmung verschiedene Methoden eingesetzt, um die Feuchtigkeit der Bausubstanz zu prüfen:
- Preisgünstige Geräte zur Widerstandsmessung haben zwei Spitzen, die in das zu prüfende Gut (Wand) eingestochen werden. Hier hängt der Wert teilweise davon ab, mit welcher Kraft die Spitzen eingedrückt werden.
- Kapazitive Sensoren messen über die Kapazität eines Kondensators die Feuchte der Wand. Die Geräte haben in der Regel eine Eindringtiefe von 4–5 cm. Die gemessenen Werte hängen vom Material ab, so dass die Interpretation der Werte die Kenntnis der Bausubstanz erfordert. So führt beispielsweise auch ein leeres Kunststoffrohr im Erfassungsbereich zur Änderung der gemessenen Kapazität.

Neben der Ortung von eindringender oder austretender Feuchtigkeit werden solche Messungen beispielsweise herangezogen, um den Trocknungsgrad von Estrich für folgende Arbeiten festzustellen.

## Geschichte

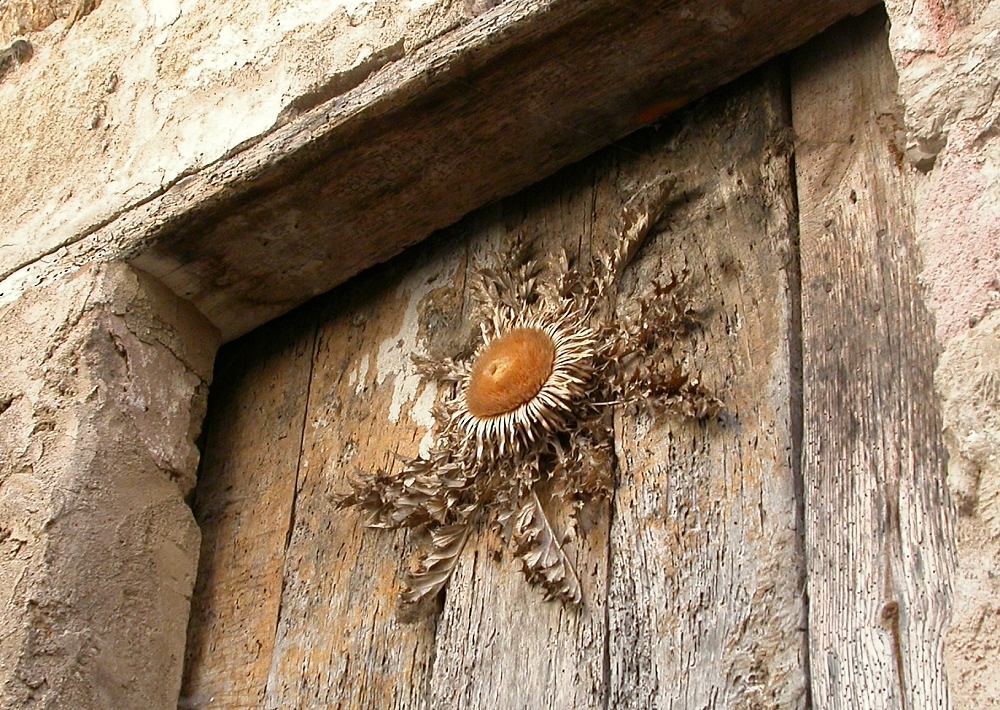
Wetteranzeiger

Bereits im Mittelalter wurden unterschiedliche Verfahren zur Messung genutzt, die allerdings nur unzureichende Ergebnisse lieferten. Noch heute werden in Südfrankreich die Blütenstände getrockneter Korbblütler (Asteraceae), wie beispielsweise die Akanthusblättrige Eberwurz, zur Vorhersage von regnerischem Wetter genutzt. Eine Erläuterung findet sich im Artikel Silberdistel.
Das erste Haarhygrometer wurde 1783 von Horace-Bénédict de Saussure demonstriert. Er benutzte dazu ein blondes Frauenhaar. Um 1820 gelang John Frederic Daniell die Messung der Luftfeuchtigkeit über den Taupunkt, 1877 erhielt der Astronom Wilhelm Klinkerfues ein Patent für ein Bifilar-Hygrometer mit zwei parallel gespannten Menschenhaaren, 1887 konstruierte Richard Aßmann das erste Psychrometer.